# البحث عن وليد مسعود (رواية)
البحث عن وليد مسعود هي رواية للكاتب الفلسطيني جبرا إبراهيم جبرا صدرت لأول مرة عام 1978م. كان الكتاب ثاني كتاب في قائمة أفضل 100 رواية عربية. وقد ترجمت هذه الرواية إلى الفرنسية ونشرت في منشورات لاتيس سنة 1988.

## محتوى الرواية
تدور أحداث الرواية بأكملها، والمكونة من 12 فصلاً، حول وليد مسعود الفلسطيني المتمرد الذي ترك وراءه تاريخًا من النضال ضد المحتل الصهيوني في فلسطين ويغرق في شبكة من العلاقات المعقدة. ومن خلال هذه العلاقات، شكل جبرا إبراهيم جبرا صورة غريبة لشخصية وليد مسعود التي جعلها أسطورة، وتطرق فيها إلى أسرار حياته العاطفية وطفولته في فلسطين، ومواقفه الدينية والسياسية. كانت الزوايا في الرواية تساوي عدد الأشخاص في الرواية حيث أن وليد مسعود هو مزيج من كل عناصر الرجل العربي الذي يعيش حياته الخاصة متداخلة مع تفاصيل عصره.

## نقد الرواية
حملت رواية البحث عن وليد مسعود ملامح الحداثة الروائية في العالم العربي، فهي حتى يومنا هذا فريدة من نوعها في شكلها وتشكل نقطة التقاء بين خصوصيات الكتابة العربية والرواية العالمية. وتعتبر الرواية من ناحية أخرى اختصارًا لمسيرة جبرا إبراهيم جبرا السردية. وتعتبر رواية جبرا إبراهيم جبرا البحث عن وليد مسعود من أشهر أعماله حيث يدور الخطاب في هذه الرواية حول الفلسطيني وليد مسعود الذي يعلن باختفائه وجوده الرمزي ويجعل من حوله يبحثون عن أنفسهم من خلال البحث عنه وتحديد مصائرهم وفق هذا البحث. ربما بالغ جبرا في هذا قليلا أو كثيرا، إذ يجسد الخطاب في الرواية السلوكيات والقيم والتناقضات الاجتماعية السائدة في المجتمع البغدادي. كما تتحدث رواية البحث عن وليد مسعود عن البحث عن الذات، والبحث عن الهوية، وعرض أزمة مكان الفلسطيني في منفاه وغربته. ويستكشف أيضًا الشخصيات وتناقضاتهم النفسية والفكرية، ويرسم بذلك صورة المثقف الفلسطيني في خسارته ومعاناته.